# 야심작 정열맨
《야심작 정열맨》은 귀귀(貴句)가 네이버 웹툰에서 했던 만화이다. 2008년 네이버 도전만화, 웃긴대학 등에서 연재되었다가 2008년 6월부터 네이버 웹툰에서 정식 연재했다가 2009년 9월 2일 1부가 완결되었다. 그 후 2010년 2월 10일 프롤로그를 시작으로 2부가 연재되었다. 그러고나서 2011년 8월 31일, 정열맨 2부도 막을 내렸다.

## 주요 등장인물/무공

### 주작파
본래 주작의 동작과 힘을 정리한 무공인 '봉황신공'과 주작의 내력과 화(火)를 정리한 무공인 '해태신공'을 다루는 문파였다. 그러나 최배반이 '해태신공'의 초식을 정리한 비서 '해태진경'을 훔치고 달아난 후에는 '봉황신공'만 남게 된다. 현재는 봉황신공의 초식들을 엮어놓은 비서인 '봉황진경'만 전해내려온다.
김정열
통칭 '정열맨'. 고수고 2학년 학생. 작품의 주인공으로 피부가 대추빛이고, 항상 '사랑과 정열을 그대에게' 라 적힌 반팔 티셔츠를 입고 다닌다. 기상시간은 8시로 고정(칼기상이라 통칭한다)되어 있으며 오징어 덮밥이나 매운 맛 카레, 고추 참치 같은 맵고 짠 음식을 광적으로 좋아하며 양갱 같은 단 음식은 싫어한다. 이 외에 장조림 등과 같은 육류를 밝힌다. 태어날 때 벽에 부딪혀 두개골이 주저앉아 있으며, 그 영향으로 저능아가 됐다.
그러나 앞서 소개한 면과는 정반대로, 김정열은 주작파가 수천년간 꿈꿔오던 '홍익인간(紅熤人間)' 의 혈통이자 주작신의 재림이다. 전설에 따르면 홍익인간은 '절대내공(絶對內空)' 을 보유하고 있으며 온 몸이 타오르듯 붉게 빛나고, 봉황신공에 불의 기운을 더해 극강의 주작신공을 완성시킨다고 전해진다. 홍익인간은 '1기-57화'에서 처음 그 모습을 드러내었으며, '1기-58화'에서 주작신공을 완성시켜 주작파의 오랜 숙원을 이룬다.
그러나 실은 이 홍익인간 역시 완전한 상태가 아니였다. 귀귀신화에 따르면 오래전 태양이 서쪽으로 찾아와 주작에게서 불의 힘을 빌어간 이후로부터, 주작의 기운은 완벽한 상태가 아니였다. 이 때문에 홍익인간이 되었던 김정열은 해태인간 최무홍에게 큰 차이로 제압당했으나, 태양이 다시 서쪽으로 찾아와 불의 기운을 되갚은 덕택에 주작의 힘이 완전해져 '주작인간'으로 돌아오게된다. 이 후 완벽한 주작의 힘으로 최무홍을 격파한다.
에필로그에서는 인어공주와 결혼하고 신혼여행을 떠난다.
고유기술 - 곰보선장, 모짜렐라 슈나이저, 우담바라, 해시계, 정열맨 돋보기(앞의 세 기술은 주작파의 봉황신공으로 복덕에게 맞으면서 저절로 습득하게 된 기술이나 명칭을 몰라 곰보선장의 이름을 차용한다)
- 홍익인간(紅熤人間) - 붉게 빛나는 인간이라는 뜻으로, 전신이 타오르듯 붉게 빛나며 전설에 의하면 절대적인 내공에 불의 기운을 내재한다고 전해진다.
- 주작인간(朱雀人間) - 주작신의 혈통을 물려받은 홍익인간이, 주작신의 불의 기운을 그 몸에 온전히 담아내었을 때 완성되는 궁극의 형태이다. 그 내공은 하나의 행성을 소멸시킬 수 있을만큼 강력하다.

김근성
김정열의 부친. 본래 김정열과 같은 다부진 체격과 대추빛 피부를 소유한 '홍익인간' 의 혈통이었다. 하지만 최무홍의 일격과 추자풍의 섣부른 침술로 돌이킬 수 없는 내상을 입게된다. 때마침 나타난 '육유두' 의 운공덕에 목숨은 건졌지만 그 여파로 이등병 시절 이후의 기억들이 전부 소멸되고 모든 공력을 상실한다. 김근성의 기억상실을 노린 복덕이 자신의 남편이라고 주장하자 결혼하게 된다.
복덕
육유두의 제자이며 김정열의 어머니(정열맨 초기에는 육유두의 딸이라는 설정이었지만 육유두 구타장면이 패륜행각이라는 비난을 받아 후에 수정되었음). 김근성을 사모하여 스토킹하다가 김근성이 기억을 잃자 김근성을 속여 결혼하고, 김정열을 낳았다. 젊은 시절에 배웠던 봉황신공을 사용하여 김근성과 김정열을 상습적으로 구타한다. 이러한 구타행위는 후에 김정열이 봉황신공을 익히게 되는 원동력이 된다.
허새만
자칭 '수염컷의 허새만'. 고수고등학교 2학년 학생. 원래는 존재감 없는 학생이었지만, 헤어스타일을 바꾸려 우연히 들어간 '로망 이발소'에서 추자풍의 서비스로 침을 맞아 혈이 뚫리게 된다. 덕분에 무공을 배우기 적합한 신체로 만들어지게되고 거듭된 주작파와의 만남으로 추자풍과 사제의 연을 맺는다. 이 후에도 강해지기 위해 끊임없이 노력하는 캐릭터. 추자풍이 몇 년간 수행하여 터득한 사지호박을 단숨에 깨쳐버릴 정도의 재능도 겸비하였다. 천부적인 재능과 성실한 노력을 지닌 성장형 캐릭터. 그 밖에도 '허 황'에게서 눈동냥한 낚시신공을 구사하지만, 미숙하다.
고유기술 - 쌍수호박(雙手互搏), 사지호박(四肢互搏),봉황비상,허새만표 봉황신공
육유두
대머리에 가까운 해파리컷 할아버지. 은비녀의 남편이다. 그는 한때 최무홍과 호각을 겨뤘던 주작파의 장문인이었다. 그러나 심각한 내상을 입은 김근성을 3일 밤낮 동안 운공을 하며 모든 공력을 소진한 탓에 더 이상 무공을 쓸 수 없게 되었고, 외양 또한 80대의 노인으로 변하게 된다. 이 때 추자풍이 김근성을 죽음의 위기까지 몰고갔다고 생각, 추자풍을 원수로 여기게 되었다. 공력을 소진한후 박스를 모으면서 초라하게 살아왔지만, 그가 몰던 리어카를 김정열이 내리막길에서 강제로 밀어 이를 죽을 힘을 다해 버티다가 다리의 공력을 회복하고, 김정열에게 복덕을 공격한 것으로 오해받아 공격당하다가, 김정열이 내지른 주먹들이 육유두의 혈을 자극해 기경팔맥이 통하면서 기적적으로 온몸의 공력을 되찾는다.
1기-49화에서 추자풍과 관련된 오해가 풀리고 김근성을 해한 자가 최무홍이라는 것을 깨닫는다. 그는 육유두라는 이름답게 젖이 6개 달려 있는데, 그 중 4번째 유두가 약점이며 이 곳을 다치면 공력을 집중시키기 어렵다. 이 6개의 유두에선 '유두빔'이라는 6개의 빛을 분출할 수 있으며 그 위력은 실로 엄청나다. 그 외에도 엄지손가락 길이 8센티미터 이상만 수련 가능하다는 극강의 지법, '유두지'와 '유두쌍지' 및 그 밖의 봉황신공들의 초식들을 자유자재로 사용할 수 있다.
2부 에필로그에서는 공력을 모두 되찾고 폐지를 무한하게 많이 줍는다.
고유기술 - 유두지(乳頭指), 유두쌍지(乳頭雙指), 유두빔
추자풍
주작파에서 파문된 후, '로망 이발소'에서 이발사로 일하고 있다. 그가 이발 가능한 머리 스타일은 젊은 시절의 추자풍이 모델을 한 '일출컷' 과 '수염컷' 두가지 뿐이다. 파문당하기 전에는 주작파에서 촉망받던 재능있는 무술인이었으나, 김근성이 등장한 이후 찬밥신세를 면치 못하게 되어 따로 한의원을 운영하게 된다. 김근성이 최무홍의 공격에 당하여 실신했을 때 김근성을 치료하려다 취기에 김근성의 사혈을 찔러 상태를 악화시켰고, 복덕에게 일부러 그런 것으로 오인받아 쫓기는 신세가 되지만, 후에 고수고에서 갈등이 풀린다.
탄지신공을 모방한, 코딱지나 귀딱지를 모아 강한 내공으로 튕겨내는 '딱지신공'을 사용하며, 쌍수호박의 상승무공인 사지호박을 구사가능하다. 2기에선 허새만의 무공스승으로 등장하고 있으며, 후에 최해태와 결혼까지 하게 되는 동성애자이다.
고유기술 - 쌍수호박(雙手互搏), 사지호박(四肢互搏), 딱지신공,봉황신공을 비롯한 주작파 무술
낚시신공에서는 그가 문구파에게 기경팔맥을 뚫어주어 고수고에선 피바람이 불었었다
박산(61세 사망.)
육유두의 스승으로, 항간에 전설로 떠도는 주작신공이 실존한다는 것을 철썩같이 믿고 있었다. 절대내공을 가진 홍익인간이 불의 기운을 더해 주작신공을 완성해 낸다는 전설에 스스로 절대내공이라 여겼던 그는 불의 기운을 주입하기 위해 자신의 몸에 기름을 붓고 불을 붙여 스스로 주작신공을 완성하려 하나, 결국 제자 육유두의 눈 앞에서 불에 타 죽고 만다(당시 육유두는 20세). 이름과 생김새를 보아 여성그룹 투애니원의 산다라박이 모델이라는 설이 있다.
김선서, 고기산
정열맨 단행본 1권 프롤로그에 등장하는 인물들. 별 비중도 없고 내용도 없으나 스포일러 방지를 위해 더이상의 자세한 설명은 생략한다.

### 주작파 무공
주작파는 주작의 동작과 힘을 정리한 무공인 봉황신공과 주작의 화(火)를 사용하는 해태신공으로 나뉘고, 주작파의 전설 홍익인간이 주작의 동작에 화(火)를 더했을 때 주작신공이 완성된다. 최배반이 해태신공의 초식을 정리한 비서 '해태진경'을 훔쳐 달아난 후에는 봉황신공만 남게 되었으며, 봉황신공의 초식들을 엮어놓은 비서로 '봉황진경' 이 전해진다.
봉황신장(鳳凰神掌)
- 봉황의 형상으로 기를 깃들게하여 장(손바닥)으로 밀어낸다. 파괴력은 술자의 역량에 따라 틀리며 근력을 사용하는 외력과는 차원이 다른 힘인 내공을 요하는 무공이다.

봉시참(鳳翅斬)
- 봉황의 날개로 베듯이 기로 베어낸다. 숙련되면 강철도 두부 베듯 절단하는 무공이다.

봉각추(鳳脚墜)
- 봉황의 부리로 내려찍는듯한 모습으로 다리를 들어 힘차게 내려찍는다.

웅봉파식(雄鳳破食)
- '봉황이 적을 파괴해 승리한다'는 뜻으로 주먹을 연달아 내지르는 공격이다.

악지벽지(握之劈之)
- '쥐고 깨뜨린다'는 뜻으로 적의 장법이나 권법류의 공격을 피함과 동시에 팔을 잡아 던져버리는 반격계 무공.

봉황독립(鳳凰獨立)
- 뜻은 홀로 서는 봉황. 그 모습을 본따 무릎으로 가격한다.

봉황탐조(鳳凰探爪)
- '봉황의 발톱을 찾는다'는 뜻으로 장법계열.

봉각용(鳳脚聳)
- '솟아오르는 봉황의 다리'라는 뜻으로 다리를 올려차는 방식으로 가격한다.

봉황비상(鳳凰飛上)
- 몸을 가벼이하여 봉황이 뛰어오르듯 한다.

봉황승천(鳳凰昇天)
- 몸을 가벼이하여 봉황과도 같이 날아오른다. 경신법.

쌍수호박(雙手互博)
- 마음을 둘로 나누어 두 손이 각각 다른 무공을 쓰게 하는 기술.

사지호박(四肢互博)
- 쌍수호박의 상승 무공으로 두 손과 두 발이 각각 다른 무공을 쓰게 하는 기술.

봉황산란(鳳凰産卵)
- 알을 낳는 봉황의 기세로 아이를 출산한다.

봉중근(鳳中筋)
- 봉황의 가운데 팔이라는 뜻으로, 자신의 가슴에서 제 3의 팔을 소환하는 엉뚱한 무공.

### 해태파
주작의 내력과 화(火)를 정리한 무공인 '해태신공'을 사용하는 문파이다. 불과 악귀를 먹고사는 해태신의 다채로운 성질 때문에 이 무공을 익히는자는 필시 그 기운을 감당치 못해 점점 사악해진다 하여, 주작파 장문인에 의해 봉인된 무공. 최배반이 해태신공의 초식들을 정리한 '해태진경'을 훔쳐 달아난 이 후 봉황신공의 여러 초식들을 인용하고 연구하여 지금의 '해태신공'을 완성시켰다.
최무홍
'주작파' 의 라이벌 격인 '해태파' 의 장문인으로서 절정의 내공을 소유하고 있다. '주작파' 장문인인 육유두와는 라이벌 관계이며 후에 추자풍이 운영하는 한의원 가게에서 홍익인간의 힘을 시험하고자 김근성을 공격하여 큰 내상을 입혔다. 육유두가 모든 공력을 소진하고 '주작파' 가 해체된 이후로는 '같잖은 허접들이 무공한다고 설치는 꼴은 내가 못봐주지' 라며(또는 살인을 즐기기 위해) 이름있는 무예가들을 죽이면서 다닌다. 이 문파토벌에서 살아남은 사람은 낚시신공을 구사하던 허황(허새만의 아버지)뿐이었다. 후에 그의 손자 최우장에게 해태신공을 전수해주다가 잠깐 언급된 홍익인간이란 말에 주작파를 설명해주고, 거기서 육유두라는 이름과 육유두의 젖이 6개라는 사실을 회상하다 웃음을 참지 못하여 죽는다.
시즌2에서 부활인간으로 재등장하며, 김용과 서명호, 육유두, 복덕, 허새만, 원수현, 최우장 등등 모든 무술인들을 상대로 싸운다. 객관적인 공력으로는 최무홍이 우세이지만, 김용과 원수현(좌청룡 우백호)의 합동공격으로 한번 쓰러진다. 최우장을 속여 '잠해소비' 로 화력을 보충받은 후에는 해태신공의 금마공 '악귀연통' 을 사용하여 김용과 원수현을 단숨에 제압한다. 뒤이어 등장한 김정열의 주작신공으로 최무홍이 날아가며 싸움이 끝나는 듯 싶었으나, 악귀를 온전히 흡수하여 '해태인간'의 경지에 오른 최무홍이 홍익인간까지 제압하게 된다. 그러나 '주작인간'으로 다시 돌아온 김정열에게 격파당한다.
고유기술 - 발기(發氣), 해태쌍장(獬豸雙掌)
- 부활인간(復活人間) - 내공이 절정에 다달아 그것을 육체가 견디지 못하였을 때, 육체는 스스로 주화입마되어 변신단계를 거친 후 절세의 내공과 불사(不死)의 몸으로 되돌아온다는 무림계에 떠도는 전설이다.
- 발기(發氣) - 내공이 절정에 이른 자는 기(氣)를 자유자재로 다룰 수 있다. 이 원리로 기를 방출하여 원거리에서도 동일한 파괴력을 낼 수 있는데, 이를 발기(發氣)라고 한다.
- 해태인간(獬豸人間) - 화염과 악령을 먹고사는 해태신의 경지. 신체의 화력(火力)을 사용하는 해태신공과 악귀가 온전히 결합되었을 때 완성되는 형태이다.

최우장
최무홍의 손자이며 최해태의 아들이다. 고수고등학교 1진이며 당시 1학년 1진이었던 원수현에게 칼을 휘둘러 얼굴에 상처를 낸 까닭으로 1년동안 정학당한다. 8살 때 육유두의 이름과 신체때문에 웃다가 죽은 할아버지의 기억때문에 육유두를 증오하며 자랐고, 그 후 복학 당일날 일어난 싸움에 끼어들어 추자풍, 복덕과 싸웠으며 육유두의 4번째 유두에 칼을 꽂아넣어 중상을 입힌 장본인이다. 이 싸움에서 헤어진 친부 '최해태'와 재회한다. 후에 점심시간 때 등교한 김정열과 싸우다가 장조림을 일부러 엎었고, 이에 분노한 김정열에게 구타당하는 사면초가의 상황에서 해태신공의 금마공 '악귀연통' 을 쓰게된다. 그러나 최우장의 내공으로는 악귀를 온전히 소화할 수 없었고, 악귀에게 점점 몸이 침식되어갈 때 김정열의 주작신공으로 몸 안의 악귀들을 소멸시킨다.
2기부터는 착하게 살려고 노력한다. '김 용' 과의 싸움에선 김정열과 환상의 콤비를 이루는 모습을 보여줄만큼 예전의 악한 모습은 찾아볼 수 없다. 후에 최무홍이 돌아오자 같이 맞서다가 자신의 할아버지에게 쓰러진다. 마지막에 최무홍이 죽으면서 떨어진 금니 두개를 자신의 앞니자리에 끼워 요긴하게 쓴다.
최해태
최우장의 아버지이자 최무홍의 아들. 직업은 경찰이다. 살인미수라는 죄목으로 추자풍을 쫓고, 속도위반이라는 이유로 김정열과 복덕을 쫓으며, 소음공해죄로 육유두를 쫓는등 말도 안되는 이유로 누군가를 쫓아서 벌을 주려고 한다. 대를 이을 최우장이 태어나자 최무홍이 자신을 거세하려 했기 때문에 무서워서 집을 뛰쳐나왔다. 이 때문에 최우장은 할아버지인 최무홍을 아버지로 알고 자라게 된다. 후에 고수고에서 최우장과 재회하여 부자간의 연을 확인한다. 2기부터는 최우장과 동거하게 되며, 아들에게 도시락을 싸주는 따뜻한 모습을 보여주기도 한다. 기(氣)를 응축시켜 탄의 형태로 발사하는 기탄공을 사용한다. 2기에서 추자풍과 사랑에 빠져 결혼하게 되는 동성애자이다.
고유기술 - 기탄공(氣彈功)
최배반
무공에 욕심이 많아 강해지기 위해서 무슨 일도 서슴지 않는 인물. 최씨 일족의 시조이며 주작파에서 수련을 받다 동문들을 해치고 해태진경을 훔쳐 달아나 주작신공의 초식을 인용하는 등 연구를 거듭해 해태신공을 정리하여 주작파와 독립된 문파 '해태파'를 만든다.

### 해태파 무공
해태의 다채로운 성질 때문에 이 무공을 익히는자는 필시 사악해진다하여 주작파 장문인에 의해 봉인된 무공. 최배반이 해태신공의 초식들을 정리한 해태진경을 훔쳐 달아난 후 봉황신공의 여러 초식들을 인용하고 연구하여 지금의 해태신공을 완성시켰다. 불을 삼켜 사용하는 무공과 악귀를 삼켜 사용하는 무공인 악귀연통이 있는데, 후자는 매우 위험하여 대부분 익히지 않는다.
해태신장(獬豸神掌)
해태의 형상으로 기를 깃들게 하여 손으로 밀어낸다.
해조첨(獬爪尖)
해태의 날카로운 발톱으로 자르듯이 기로 절단한다.
해권천풍(獬拳穿風)
'바람과 같은 해태의 주먹으로 뚫어버린다'라는 뜻의 해태파 권법. 주먹을 회전시켜 내지른다.
해치퇴산(獬豸堆山)
주먹을 쥐고 양 손을 모아 엄지만을 적에게 내지른다.
잠해소비(潛獬燒沸)
손에 불의 기운을 집중시켜 적의 외면을 파괴하지 않고 속을 녹여버리는 무공.
해린신(獬鱗身)
해태의 비늘로 몸을 보호한다. 적과 적의 공격을 튕겨내는 방어계 무공. 적의 내공이 술자보다 강하면 통하지 않는다.
악귀연통(惡鬼嚥統)
'악귀를 삼켜 거느린다'는 뜻처럼 지상을 떠도는 악귀들을 흡수하여 내공을 비약적으로 상승시키지만 그 악귀를 소화할 역량이 되지 못하면 역으로 악귀에게 삼켜져 눈, 코, 귀, 입, 음부, 항문에서 피를 뿜고 죽게되는 해태파의 금마공.
해퇴축(獬腿蹴)
도약(跳躍)상태에서 가상의 축을 두고 돌며 두 다리를 뻗어 가격한다.

### 백호파
백호의 힘을 정리한 무공인 '백호신공'을 사용하는 문파. 장문인이던 서태디가 '부두교'에 의해 당하고, 그의 아들인 서상호 또한 '부두교'의 주술에 홀려 서태디의 수양아들 서명호가 서상호와 금부두 사이의 자식인 원수현에게 백호신공을 전수한다.
서태디
백호파의 선대 장문인으로 원수현의 친할아버지. 백호파의 장문인답게 무공의 수준이 높으며 그 수준은 새끼 손가락으로 칼을 파괴하는 정도. 금부두와 싸우다가 환각을 백호안으로 막아내지만 금부두의 환각에 걸린 아들 서상호에게 중상을 당하고 금부두의 조종술에 걸린다. 금부두의 주술을 억누르며 환각에 걸리지 않은 아들 서명호와 불도사에 찾아가지만 이미 불도사는 파괴되어 있었고, 결국 그는 불도사의 주지승과 함께 춤을 추다가 피를 토하고 죽고 만다.
서상호
서태디의 아들. 부두교 교주 금부두가 서태디에게 걸려던 환각술에 걸려 금부두를 사랑하게 된다. 이후 서명호가 복수를 위해 청룡파에 침투했을 때 금부두를 구하려 자폭무공 천안호두과자를 시전하나 타이밍을 맞추지 못해 실패하고 혼자 죽는다.
서명호
신동구의 외삼촌이자 원수현의 친삼촌. 1기에서도 등장한 바 있는 열혈분식점의 주인이다. 청룡파의 '김 용' 과는 앙숙이며 그와의 전투 도중 도주하다가 오른다리를 잃었다. 천부적인 재능과 노력으로 백호신공의 최고단계인 '백호인간'의 경지에까지 오른 인물이다.
본래는 전쟁 고아로 어릴 적 발발이라 불리며 범죄자 무리속에서 자랐으나, 서태디의 지갑을 훔친 것으로 백호파와의 인연이 시작된다. 백호신공을 배우기 위해 서태디의 집 앞에서 여러날을 버틴 노력 끝에 서태디의 양아들이 되었고, 서명호라는 정식이름을 얻으며 백호신공을 전수받게된다. 청년이 되었을 때 부두교 교주 금부두가 나타나 문파를 풍비박산내고 형 서상호를 환각으로 꾀어 청룡파로 도망치자, 복수를 위해 20년 뒤 청룡파로 찾아가 금부두를 살해한다. 그러나 이 일로 그의 형과 자신의 오른쪽 다리를 잃고 김용과 또다른 원한을 갖게 되어, 무공을 사사로운 감정에 쓰지 않으리라고 다짐하게 된다. 가슴이 처지는 '여유증'환자이다. 백호교미를 통해 원수현에게 무공을 전수했으며, 후에 자신과 비슷한 처지인 김 용과 결혼하게 된다.
- 백호인간(白虎人間) - 백호신공의 최고단계. 얼굴에 백호의 형상을 깃들게 한다.

원수현
본명은 '서 수한무거북이와두루'. 고수고등학교의 2학년 학생으로 황봉구를 친구이자 부하로 삼고 있다. 백스핀 블로우, 삼발권, 뎀프시롤 등의 복싱 기술을 사용하는 싸움꾼으로, 과거 최우장에게 패해서 칼 자국이 나고 김정열에게 농락당한 기억이 있어 항상 그들에게 복수할 생각만 하고산다. 허새만이 자신의 자리를 차지하고 황봉구를 때리고도 사과하지 않자 허새만과 치열한 싸움을 벌이게 되지만, 봉황진경을 깨우친 허새만의 봉황신장에 패하여 허새만에게도 원한을 갖게 된다. 이 후 무공이라는 신비한 힘에 집착하여 수련하다가, 신동구가 일하는 음식점에서 서명호와 인연이 되어 백호신공을 전수받게 된다.
출생의 비밀에 따르면 친부는 서상호이며 친모는 금부두이다. 서명호는 그의 친삼촌이고 김용은 외삼촌격(실은 김용이 여자이므로 외숙모이다.) 서명호의 복수전으로 친부모가 모두 사망한 후, 고아월드에 잠시 맡겨졌으나 원씨 성을 가진 어떤 사람에게 입양되게된다.
에필로그에서는 꿈에 그리던 금발 쌍둥이 자매와 연인이 되며 소원성취를 한다.
고유기술 - 삼발권(三發拳), 뎀프시롤, 백스핀 블로우, 삼발백호육탐(三發白虎肉貪)

### 백호파 무공
백호후(白虎吼)
백호의 기운을 담아 크게 외친다. 그 음파는 술자의 역량에 따라 유리창에 금이가는 수준에서부터, 주위의 모든 환경을 풍비박산 낼 정도의 강풍까지 다양하다.
가로막기(佳櫓膜氣)
상대방의 초식을 끊는 용도로 사용한다. 몇몇 네티즌들은 방패와 검이 와우나 애니 유캔도를 패러디한거라 추측한다.
백호육탐(白虎肉貪)
백호신공의 장법으로 고기를 탐내어 달려드는 백호의 모습을 형상화한 초식이다.
호환마마(虎患碼魔)
호랑이에 대한 근심은 마귀와 같다라는 뜻으로, 손목으로 상대방의 몸(손목이나 발목 등)을 휘감아 절단하는 무공.
호치케스(虎齒刋亼)
강력한 이빨로 적을 물어뜯는다. 무공의 이름에 가차(假借. 영어 또는 다른 외국어를 발음만 유사하게 하여 한문으로 표기하는 방법)를 극단적으로 사용했다. 이름을 가차 없이 말하면 '호치천집'이 된다.
호두과자(虎頭剮者)
호랑이의 머리는 사람을 능지할만큼 위력적이라는 뜻으로, 박치기계열 무공이다.
호로새기(虎怒璽記)
소지(새끼손가락)에 내력을 실어 힘을 극대화한 찌르기 공격. 술자의 내공에 따라 강철도 손쉽게 부술 수 있다.
백호안(白虎眼)
백호의 기운이 눈에 깃들게 하여 모든 것을 간파한다.
호미질(虎美叱)
손을 호미와 같이 접어 상대방을 수차례 내려찍는 무공.
천안호두과자(天顔虎頭剮者)
호두과자의 상승무공. 박치기 무공인 호두과자에 주먹이 목표에 닿을 때 손목을 비틈으로서 펀치력을 배가하는 스크류 펀치의 원리를 접목, 머리가 목표물에 닿는 순간 목을 비튼다. 술자의 죽음을 감수해야하는 자폭기술이다.
호랑나비(虎浪娜飛)
팔을 나비와 같이 빠르게 휘저어 날 수 있게 하는 경공술이다.
백호교미(白虎敎美)
'백호의 아름다운 가르침'이라는 뜻을가진 무공. 백호파의 무인이 다른 무인에게 백호신공을 속성으로 전수할 때 사용하는 기술이다. 동물들이 교미하는 자세를 취하며, 전수하는 쪽이 음부(음경 을)를 삽입해야한다.
용호상박(龍虎相搏)
백호신공과 청룡신공의 합동무공.

### 청룡파
청룡의 힘을 정리한 '청룡신공'을 사용하는 문파다. 김용은 천하제일이라는 평을 받으며 어린 나이에 청룡파의 장문인 자리에 오르지만, 단순한 성격 때문에 '부두교' 금부두의 꾀임에 빠져 청룡파를 해산시키기에 이른다.
김 용
청룡파의 장문인이며, 키가 220cm를 훨씬 넘는 거한이다. 부활인간으로 만들어 주겠다는 부두교 교주 금부두의 꾐에 빠져 자신의 문파를 해산하고 금부두와 의남매를 맺는다.(사실은 김용이 여자이므로 의자매) 백호파의 서명호가 찾아와 금부두를 죽이자 분노하여 서명호와 결투하게 되고, 도주하는 서명호의 다리를 절단하여 그것을 보따리에 싸 항상 지니고 다니며 서명호를 추적하는 데 쓴다. 길을 가다 마주친 김정열과의 이중 합창에 그를 자신의 조카라 착각하고 김정열의 오징어덮밥을 사달라는 요청에 자신의 앙숙인 '서명호' 가 운영하는 열혈분식점으로 가다가 그와 마주친다. 황금금을 속박하여 인형에 가두고 도 선생이라고 부르며 목에 걸고다니고, 100가지 질문을 들어주면 풀어주기로 약조했다. 현재는 김정열에게 선물로 준 상태이다. 남편과 조카를 함께 묻고 12제자를 순장하라는 금부두의 유언에 따라 부두교 12제자를 죽인 바 있으며 조카도 찾아 죽여 금부두와 함께 묻으려 한다. 후에 서명호에 의해 스스로 원한과 과거를 지워버리고 서명호와 결혼하게 된다.
과거가 엄청나게 불행한데, 여자로 태어났지만 아버지는 충격으로 행방불명되고 어머니마저 어린 시절 세상을 떠나서 홀로 지내다 청룡파에서 성장하다 금부두를 만났지만... 서명호의 복수로 인해 다시 혼자가 되었지만 서명호가 그녀의 아픔을 달래주어서 그에게 마음의 상처를 치유받는다.
풍채와는 달리 여성이다. 결혼식 당일날 부활한 최무홍에게 끝까지 맞서지만, 김정열을 구하기 위해 몸을 희생하여 쓰러진다. 에필로그에서는 회복되었으며 남편 서명호와 청룡열차를 타고 신혼여행을 떠난다.

### 청룡파 무공
청룡유회(靑龍有誨)
항룡십팔장의 초식인 항룡유회의 패러디로 추정되며 청룡의 형상으로 기를 깃들게 하여 손으로 밀어낸다.
청룡열차(靑龍烈車)
'청룡이 이끄는 열차'라는 뜻으로 청룡을 소환하여 타고 날 수있는 소환술. 청룡은 술자가 명령하면 입에서 화염탄을 뿜어낸다. 배경으로 이청용이 등장한다.
용가화이어(龍家火理漁)
입에 불을 모아 내뿜어 방사한다.
용용죽지(龍用竹趾)
용의 대나무같이 곧은 다리처럼 곧게 뻗어 내려찍는 무공.
용두사미자(龍頭事美諮)
박치기계열 무공. 용의 우두머리는 아름다운 일을 꾀한다라는 뜻이다.
용제야(龍制夜)
주먹을 적에게 내지르는 무공. 항룡십팔장의 초식인 견룡제야의 패러디로 추정.
용두질(龍頭叱)
술자의 머리를 강철만큼 단단하게 하여 상대방의 머리를 찍는 박치기계열 무공.
용악주(龍握珠)
용이 여의주를 쥔 모습을 형상화 시킨 초식. 권법류 무공의 초식을 방어하는 용도로 쓰인다.
용호상박(龍虎相搏)
백호신공과 청룡신공의 합동기술.

### 부두교
아프리카의 전통 종교인 부두교를 악용, 재탄생시켜 사람의 마음을 홀리는 저주, 주술을 주로 사용하는 실전 부두교 집단이다. 교주 금부두는 '백호파', '청룡파'를 해산시키는 한편, '부두교'의 유일한 견제세력이라 여긴 '불도교'도 멸망시킨다.
금부두
무림 세계의 2대 악녀 중 한 명으로 부두교의 교주. 금모귀신이라 불리며 골장을 무기로 사용한다. 김 용이 살해한 부두교의 12제자는 금부두의 제자들을 일컫는다. 부두교 주술을 악용하여 사람을 자기멋대로 조종하여 부려 천하를 집어 삼키려는 야욕을 가지고 있다. 전 세계를 돌며 강자를 모아 12제자로 삼았다. 그 이후 서태디를 부두교의 제 13번째 제자로 받아들이려 했으나 실패했다. 원수현의 친어머니이다. 불도교를 파한 후 청룡파에 머물던 중 서명호에게 죽는다.
브라질 브라질
브라질의 이름에서 따온 부두교의 12제자 중 첫째 제자. 강철이빨을 지녔으나 서태디의 주먹 한 방에 패배했다. 김용에게 순장당한다.
프랑스 파리
부두교의 12제자 중 두 번째 제자. 프랑스의 이름에서 따온 부두교의 제자. 파리가 형이고 모기가 동생이다. 서태디에게 등에 새겨진 저주받은 그림을 보여줬으나 둘 다 일격에 쓰러졌다. 김용에게 순장당한다.
프랑스 모기
부두교의 12제자 중 세 번째 제자. 마찬가지로 프랑스의 이름에서 따온 부두교의 제자. 형에 비해 키가 크다. 서태디에게 등에 새겨진 저주받은 그림을 보여줬으나 일격에 쓰러졌다. 김용에게 순장당한다.
아프리카 동,서,남,북
아프리카 지역 이름을 딴 부두교 제자들, 각각 부두교 12제자 중 4,5,6,7번째 제자. 넷째가 동, 다섯째가 서, 여섯째가 남, 일곱째가 북이다. 각자가 착시술의 고수로 그 위력은 맹수의 후각까지 마비시킨다. 서태디에게 독방가두기를 시전했으나 일격에 무너졌다. 김용에게 순장당한다.
잉글리쉬 잉글랜드
부두교 12제자 중 8번째 제자. 잉글랜드에서 이름을 따온 부두교의 제자. 서태디에게 행운의 편지 공격을 했으나 역시 서태디에게 패했다. 김용에게 순장당한다.
레알 마드리
부두교의 9번째 제자. 스페인의 축구팀 레알 마드리드의 이름을 딴 부두교의 제자. 마드리드 벤타스 투우장의 악명 높은 소 디아블로의 고기를 먹었다는 이유로 같은 부두교 제자인 인도 출신 해심한테 얻어맞고 쓰러졌다. 김용에게 순장당한다.
해심
부두교의 10번째 제자. 인도 출신. 인도가 소를 신성시하는 나라이기 때문에 레알 마드리가 소고기를 먹었다는 말을 듣고는 그를 무차별 공격해 쓰러뜨렸다. 요가를 극한까지 단련하여 관절이 자유자재로 늘어나 팔로 줄넘기, 즉 팔넘기를 할 수 있다. 서태디에게 팔로 줄넘기 대결을 신청했으나 이를 무시한 서태디의 일격으로 몸이 꼬여 쓰러졌다. 김용에게 순장당한다.
와따시와 니혼징
부두교의 11번째 제자(이름의 뜻은 '나는 일본인'의 일본발음을 그대로 옮긴것). 검술의 달인으로 서태디를 급습하지만 칼쯤은 아무렇지 않게 쪼갤 수 있었던 서태디였기에 백호신공 호로새기 앞에 칼이 산산조각난다. 샴 쌍둥이. 배에 붙어서 태어난 형제 와따시모 니혼징과 쉴 틈도 없이 치열하게 칼싸움을 벌인 것이 계기가 되어 검술을 터득하게 되어, 3년 뒤 극적으로 화해하고 와따시모와 함께 간판깨기의 전설로 거듭난 바 있다. 와따시모가 분리된 직후 다시 서태디의 빈틈을 노리고 부러진 칼을 찌르나 백호신공 백호후로 제압당한다. 플라나리아의 유전자를 갖고 있다.
동생이 김용에게 죽자 복수를 위해 추적하다가 김용을 공격하고 김정열에게 피하라고 충고해준다.
와따시모 니혼징
부두교의 12번째 제자로 샴 쌍둥이. 와따시와 니혼징의 배에 붙어서 태어났다(이름의 뜻은 '나도 일본인'의 일본발음을 그대로 옮긴것). 자신을 거추장스럽게 여기던 와따시와에게서 살아남기 위해 3년간 치열한 생존 경쟁을 벌이다 검술을 터득한다. 와따시와의 윗도리 속에 숨어 있다가 그가 위험하면 나타나 도와주었으며 항상 그랬듯이 서태디를 칼로 찌르려 드나 이 역시 백호신공 호로새기에 저지되고, 이어진 서태디의 백호신공 호환마마에 와따시와의 복부에서 절단되어 명을 다하는 듯 싶었으나 몸에 있던 플라나리아 DNA 덕에 절단된 뒤에도 독립된 몸으로 재생하여 다시 서태디를 공격한다. 커터칼로 서태디의 다리를 찔러 빈틈을 마련하나 백호신공 백호후로 제압당한다. 김용에게 순장당한다.

### 부두교 주술
법봉질(法棒抶)
주술의 힘으로 감싼 물체를 투척하여 대상에게 물리적 피해를 준다.
추적술(追跡術)
대상의 신체에 주술을 걸어 대상을 추적한다.
속박술(束縛術)
대상의 영혼을 육체에서 빼낸 뒤 인형에 가둔다. 도선생이 김용에게 잡혀서 속박술을 당한 바 있다.
환각술(幻覺術)
대상을 현혹시켜 헛것을 보이게 하여 공포감을 주거나, 유혹시키는 주술이다.
조종술(操縱術)
속박술과 추적술을 혼합한 주술. 상대를 끔찍한 상태로 조종하여 종국에는 죽음으로 치닫게하는 무서운 주술이다.

### 불도교
불교를 기반으로 유교의 사상과 도교의 방술을 집대성시켜 고자(高子)가 창시했다. 무공을 정리한 비서 '여래비급'이 있다. '백호파'를 앞세운 '부두교'에게 패망하고 동자승(황금금)만 남게 된다.
왕대사
불도교의 주지승. 불도교가 존폐위기에 처하자 불상을 개조한 로켓을 타고 도주하려 하지만 몸이 들어가지 않자 '여래비급'과 함께 황금금을 피신시킨다. 금부두의 주술에 걸려 후에 찾아온 서태디와 함께 춤을 추다 사후경직 팝핀을 추고 사망한다.
황금금
불도교에 있던 동자승. 도를 전하라는 기억으로 김용에게 접근하다 인형이 되어버린다. 질문을 하면 반드시 대답을 해주지만 100개라는 제한이 있다. 100가지 질문만 받는 이유는 김용이 "100가지 질문만 하지."라고 말한 후 술수를 걸었기 때문이다. 후에 김정열이 100가지 질문을 다 채워줘 몸이 돌아오나 의사의 실수로 거세되고 만다. 후에 '여래신공'을 전수받아 김정열을 찾는다.
어찌보면 가장 안습한 인물인데 어린 시절 소속된 불도교는 멸망하고 자신은 거세당해서...

### 여래신공(如來神功)
관세음(觀世音)귀살
중지로 상대방의 귓볼을 쳐서 붓게 만든다.
여래신장(如來神掌)
악한 마음을 정화하는 무공. 자신의 내력이 상대의 악함을 견디지 못할 경우엔 효력이 나타나지 않는다.
반사(反射)
상대방의 공격을 반사하는 반격계 무공.
목탁법 두개골 깨기
상대방의 어깨에 올라타 목탁채로 두부를 가격하는 무공.

### 비만신공(痺鰻神功)
은비녀
금부두와 같이 무림세계의 2대 악녀 중 한명. 은모귀신으로 불린다. 지리산에 거주하는 비만신공(전기뱀장어신공)의 달인. 육유두의 아내. 최무홍과 싸움을 치르지만 주작을 무서워해 육유두와 함께 피신한다.

### 비만신공 무공
전광석화(電光石火)
매우 빠른 속도로 이동한다.
백만전력(百萬電力)
100만볼트의 전력을 발산해 주변의 적을 날려버린다.
뇌정벽력(雷霆霹靂)
손에 전력을 담아 상대를 가격한다.
전기충격(電氣衝擊)
상대에게 전기충격을 가한다.
억만전력(億萬電力)
전력 수치가 비정상적으로 높아 실존하진 않는 무공이다. 김정열이 강요하여 시도하게 되지만, 실패하게 되는 무공.

### 백문고등학교
하상윤
허새만의 유일한 단짝 친구. 약국집 아들로 김정열의 경공술을 목격하고 정신착란을 보이는 증세로 오해받아 정신과 치료를 받고 전학을 갔다. 이 사건 이후 자신이 집에 있는 약과 철분제를 빼돌려 조제한 '시나브로 스트롱 파워업 캔디'(뜻은 '점점 강해지게 만드는 사탕')를 먹으며 김정열에 대한 복수를 다짐한다.
고농축 철분제 효과로 피부가 강철과도 같이 단단해져 홍석진과 임월삼을 제압해 부하로 삼고 고수고 근처에서 최우장을 쓰러뜨린 후 김정열을 찾으러 고수고로 들어가다가, 열혈분식을 향해 뛰던 허새만과 만난다. 약의 효과로 몸이 강철로 덮였으나 허새만에 의해 깨진 후 원래 모습을 되찾고 허새만에게 고백한다. '다따가 스트롱 캔디'(뜻은 '갑자기 강해지게 만드는 사탕')을 먹으면 순식간에 강철인간이 된다.
홍석진
허새만의 배바지와 수염컷을 비웃었다가 허새만에게 얻어맞고 복수하러 온 백문고의 불량 학생. 희한하게도 친구 임월삼의 허무맹랑한 말을 그대로 믿는다. 허새만에게 맞고 쓰러진 그 다음날엔 허새만의 왕년친구 하상윤에게 맞고 그의 부하가 된다. 임월삼과 사랑에 빠진다.
정기옥 을 사용하여 원수현을 가격한 바 있다
임월삼
홍석진의 친구. 실상은 나메크인이며 손상된 몸을 재생시키는 능력이 있다. 어린 시절 개미의 더듬이를 자르고 놀다가 더듬이 요정에게 들켜 더듬이 요정에게 받은 저주로 인하여 나메크인화 된다. 일단 무언가를 들으면 무조건 아는체를 하며 그 얘기에 지멋대로 살을 붙이기도 한다. 그 예로 수염컷의 허새만이라는 황당한 소리에 들어본적이 있다며 그가 중학생 때 싸움에서 5명을 식칼로 찔렀다는 등 허무맹랑한 소리를 지껄인다. 그 뒤에 온 원수현과 황봉구를 허새만의 지원군으로 오해하는 등의 황당한 일을 벌인다. 홍석진과 사랑에 빠진다.

### 강철권법 무공
포항제철(砲亢濟鐵)
(1968년 포항종합제철로 설립된 국내 최초의 고로(高爐:용광로) 업체로, 포항제철소와 광양제철소 등 2개의 제철소를 보유하고 있다.) 몸을 강철처럼 단단하게하여 한 주먹을 날리는 권법.
원래 포항제철의 한자는 浦項製鐵이지만, 만화에서는 같은 음을 가진 다른 한자를 사용하였다.
광양제철(廣攘濟鐵)
(포스코에서 건설한 대규모 제철소로 총면적 1.5km2의 단지에 연간 1880만 톤의 철을 생산하고 있으며, 관련업체도 80여 개나 가동하고 있다.) 몸을 강철과도 같이 단단하게하여 땅을 내려찍어 바닥을 솟구치게한다. 하지만 단단한 땅을 내려찍기 때문에 반동이 생겨 술자에게도 타격이 간다. 원래 광양제철의 한자는 光陽製鐵
철수철수(鐵手鐵手)
포항제철의 강화판으로 강철과도 같은 두 주먹을 동시에 내지르는 권법이다.
강철인간(鋼鐵人間)
'시나브로 스토롱 파워업 캔디'의 진짜 약 효과가 나타났을 때, 비로소 강철인간이 된다. 자신의 몸은 물론, 모든 강철권법 무공이 강화된다.

## 고수고등학교
황봉구
고수고등학교 2학년 학생. 김진도와 잘 통하는 듯하며 불량 학생이지만 별로 강하지는 않은 듯하다. 1학년 때 못생겼다고 얻어맞을 때 원수현과 신동구가 그를 구해주어 원수현의 친구이자 부하가 된다. 원수현과 허새만의 싸움은 허새만이 봉황신공 기술 중 하나인 '봉시참'을 연습하다 황봉구의 목젖을 때리고도 사과하지 않고 잘못을 왕목점에게 뒤집어씌웠기 때문에 일어났다.
심영득
고수고등학교 2학년 학생. 짱이 되는 것을 목표로 하고 있다. 원수현이 심영득의 끈질김에 탄복하여 짱 자리를 내 주었지만 허새만과 최우장의 등장으로 짱 자리를 잃었다. 나중에 최우장이 김정열의 주작신공을 맞고 고수고에 추락하자 자신의 공격이 통한 줄 알고 기뻐했으며, 짱이 된다. 주무기는 몽둥이로 상대 뒤통수를 때리는 '영득필살 빽어택'인데 최우장에겐 번번이 실패하여 엄청나게 얻어맞고는 한다. 양갱을 광적으로 좋아해 좋아하는 사람에겐 양갱을 선물한다.
양갱이
심영득이 짱이 된 기쁨에 심취하여 즉석에서 만들어진 캐릭터로 심영득의 단짝이다. 사람은 아니고 양갱이 의인화된 것이다.
김진도
고수고등학교 2학년 학생.1학년 때 "진도 나가자"를 잘못 듣고 앞으로 나간 후 몸개그로 많은 인기를 끌었다. 일명 '개그 본능'이 있다. 하지만 엄귀재와 최해태에게는 통하지 않고 오히려 몰매를 맞는다. 그래도 김진도는 친구를 아낄 줄 아는 선량한 마음을 지녀서 원수현이 장기결석하자 이를 걱정하는 황봉구 앞에서 원수현의 코스튬 플레이를 하면서 원수현은 빠른 시일 안에 다시 학교에 돌아올 것이라고 위로해 준다.
왕목점뺀이
고수고등학교 2학년 학생. 원래 이름은 왕목점이었으나 추자풍과 최우장과의 결투에서 추자풍의 빗나간 딱지신공을 목에 정통으로 맞아 부어오르는 바람에 병원에 입원했을 때 목에 있던 커다란 점을 빼고 이름을 왕목점뺀이로 개명했다. 점을 빼고 등교한 날 점(후두암 세포)이 그대로 있다는 김정열의 말에 의문을 갖지만 말년엔 그것이 후두암 말기로 번져 곤욕을 치르고 김정열의 말을 듣지 않은 것을 후회한다.
엄귀재
고수고등학교 교사이자 김정열, 허새만, 최우장, 원수현, 황봉구, 왕목점뺀이, 김진도의 담임. 최해태가 자신의 새 차 '둥둥이'를 파손하여 최해태에게 대들었다가 '경찰모독죄'로 체포당했다. 항상 학생과 스승사이의 감동적 시나리오를 구상하고 실행에 옮기려하지만 전부 실패한다. 김진도의 개그를 싫어해서 째려보는등 미워한다. 자신의 분신인 둥둥이(마티즈)는 살때마다 박살나기 일쑤.(1호는 최해태에 의해, 2호는 열혈초의 원숭이로 인해, 3호는 서명호의 '백호후'로 인해 파손됨)
고재문
김정열의 1학년 담임.계속 문제를 일으키는 김정열에게 질려 결국 '김정열 노이로제'로 인해 41세의 나이에 폭삭 늙은 채로 퇴직한다.
신동구
최우장과의 결투 후 자퇴하였다. 원수현과 친구이다. 자신을 입양한 서명호의 가게 일을 돕는 중이다.
김축구
고수고 구트리오. 심영득에게 짱의 비결을 묻다가 심영득에게 동네 한바퀴 빽어택을 당한다.
김농구
고수고 구트리오. 심영득에게 짱의 비결을 묻다가 김축구가 심영득에게 빽어택을 당하자 뒤를 보이는게 무서워 김야구와 같이 문워크로 도망친다.
김야구
고수고 구트리오. 심영득에게 짱의 비결을 묻다가 김축구가 심영득에게 빽어택을 당하자 뒤를 보이는게 무서워 김농구와 같이 문워크로 도망친다.
유재황
원수현의 선배. 황규영과 함께 '황듀오'로 불린다. 김정열의 입학식날 머리를 쥐어짜인 후로 먹지도 않은 음식탓을 하거나 음식점에서 작은 옷을 팔았다는 등의 허무맹랑한 시비를 걸거나 원수현의 간이 배밖으로 나왔다는 황규영의 말에 "간이!?" 하며 놀라거나 가만히 앉아 있으라는 서명호의 고함 소리에 무릎을 꿇는다거나 분식점 주인의 돈을 코흘리개 취급 말라며 날리는 황규영의 모습에 콧물을 닦다 놀라는 등 저능적인 기질을 보인다. 백호의 모습으로 변한 서명호의 모습을 보고 도망은커녕 철권의 킹으로 보고 눈을 부비적거리다가 백호육탐을 머리에 맞고 쓰러진다.
황규영
원수현의 선배. 유재황과 함께 '황듀오'로 불린다. 백호인간으로 변한 서명호에게 당한다.

## 기타 등장인물
허황
허새만의 아버지이자 낚시신공의 달인. 원수현, 신동구, 심지어는 최무홍까지 낚시신공으로 가지고 놀다시피 했다. 최무홍의 무예가 살인행에서 유일하게 살아남았다. 후에 낚시신선이 된다.

### 낚시신공(神功)
고도의 연기력과 지력으로 상대방을 낚는 기술(무공이 아니다.)이다.
상대를 당황하게 하거나 싸움 이외의 것에 마음을 돌리게 하여, 상대방의 틈을 찌르며 급소를 공략한다.
종류는 여러가지고 응용도 가능하지만, 새로운 것으로 바꾸지 않든지, 연기력이 형편없으면 오히려 상대방에게 허를 찔릴 수도 있다. 허황과 허새만이 구사한다. 허새만은 아버지에게 수차례 낚시신공으로 공격당하자 낚시신공을 구사하기 시작했다.

### 낚시신공 기술
엿 먹이기
허황이 젊은시절 원수현과 신동구를 속여 100원을 가로챈 뒤 돈을 돌려주는 척 하다가 가운데 손가락을 치켜올린 기술.
지갑 싸다구(싸대기)
인사받기
허황이 최무홍에게 옷에 짜장이 묻었다며 거짓말을 하자 밑으로 옷을 보려고 얼굴을 내리게 된다.
한눈팔기
손님 반기기와 비슷한 스킬이다. 뒤를 바라보면서 뭔가 있는 것처럼 본다. 상대가 궁금해 뒤를 돌아보면 그때 공격한다.
손님 반기기
한눈 팔기와 비슷. 원래는 함 모 교수님 (trap과 성함이 비슷함)의 실명과 무려 "얼굴"까지 그대로 써서 그렸으나 명예훼손의 위험 때문인지 수정본으로 대체되었다.
백전백승
정열맨 시즌2 63화에서 등장한다. 오랜만에 재회한 최무홍과의 첫 만남에서, 허황은 먼저 악수를 청한 뒤 손을 내미는 최무홍을 향해 "가위"를 냄으로써 가위바위보의 승자가 되어 기선제압에 성공한다. 그 뒤 미사일 소환의 연계기가 이어진다.
미사일 소환 & 큰절 받기
최무홍이 백전백승에 당해 허탈해 하자, 다시 정식 인사를 제안하는 척하던 허황이 황급하게 엎드리고, 최무홍은 순간적으로 자신의 뒤에 미사일이 있는 것으로 오인하여 엎드린다. 그러나 허황은 어느새 거만하게 앉아있고, 형세는 최무홍이 허황 앞에 엎드려 큰절을 하는 모양세가 된다. 이것이 큰절 받기이다.
농중진담
허황에게 2번이나 낚시당한 최무홍이 허황을 치려할 때 허황은 "새만아 뭐하는거냐!" 라고 소리치지만 최무홍은 믿지 않는다. 그러나 실제로 허새만이 뒤를 공격한 것이었고, 최무홍의 가드가 무너지며 허황은 재빨리 최무홍의 목젖 및 두 젖(가슴)을 공략한다. (명란젖-고환-은 이미 거세되어 공격하지 않음) 이렇듯 농담 가운데 진담이 있다는 의미로 농중진담이라 한다.
낚시대법
정열맨 중의 낚시신공 가운데 유일한 타격기술(귀귀의 신작, 낚시신공에서는 아킬레스건 공격이라는 새로운 공격기술도 존재한다.) 리치가 긴 낚시대를 이용하여 집중 구타하는 기술. 적이 접근하면 뒤로 빠지면서 계속 공격한다.
애널터널
항문 깊숙히 관장을 해주는 기술. 소위 똥침이라 하는 기술과 흡사하다. 최무홍이 한눈을 파는 동안 허황이 뒤에서 그곳을 개통해준 기술이다.
낚시하기
나는 7ㅏㅇ태공이다 및 낙지? 낚지!와의 연계기술. 이 기술들을 통해, 애널터널을 맞고 체력은 물론 이미지까지 무너진 최무장을 한번 더 관광시켰다. 가만히 앉아서 낚시하는 것이 전부인 기술. 하지만 사실은 옆에 동료 낚시꾼이 한눈을 팔면 그의 물건을 스틸해가는 매우 얍삽한 기술.
나는 7ㅏ태공이다 & 낙지? 낚지!
흔들리지 않는 낚시자세를 견지하여, 상대가 그를 진짜 강태공으로 착각하게 만드는 기술. 낙지? 낚지!와 연계기이다. 허황은, 최무홍이 바로 뒤에서 공격해 옴에도 이 기술을 성공시킨바 있다. 그 뒤 최무홍이 많이 잡았냐고 물으며 물통 속을 보았지만, "널 낚지"라는 쪽지만 있었고, 당황한 최무홍을 허황은 물 속으로 차 넣어 버린다.
슬로우 모션은 훼이크
허황이 먼저 집에서 허새만에게 시전한 기술이다. 상대에게 주먹이 느리게 보인다는 착각을 주어, 순간적으로 여유를 부릴때 일격을 가한다. 허새만도 학교에서 사용했던 바 있다.
노가다
김정열과 최우장이 최후의 대결을 벌인 공사현장의 반장. 김정열이 눈물을 흘리며 오징어덮밥을 원샷하는 모습에 감동받아 자신이 데리고 있는 일용직 노동자들에게 "야리끼리"(하루 할당량만 채우면 시간과 상관없이 퇴근시키는 뜻의 일본어. 본래 명칭은 도급주기.)를 선언했다.
김관장
원수현이 허새만에게 진뒤 힘을 얻기 위해 다니는 세주먹 체육관의 관장. 머리에 권투 글러브를 썼으며 자칭 제3의 주먹이라 칭한다. 머리의 권투 글러브로 제3의 주먹(?)을 내지르며 버팅을 한다. 과거 시합에서 잦은 버팅로 인해 프로전적 11전 11반칙패 라는 불명예와 함께 프로 자격을 박탈당했다.
장기에프
러시아인으로 블라디보스토크에서 산다. 김정열이 복덕에게 쫓겨 날아가고 있는 모습을 보며 당황한다. 후에 지구를 한바퀴 도는 최우장을 보고 또 놀란다.
고르바초프
장기에프의 친구. 역시 러시아인이며 김정열이 날아가고 있는 모습에 놀란다. 후에 지구를 한바퀴 도는 최우장을 보고 또 놀란다.
슈퍼맨 클락 켄트(2009년 사망)
샴쌍둥이 외계인이 투하한 첫 번째 폭탄을 받아내려다 노환으로 인한 골다공증으로 폭탄을 놓친다. 때마침 나타나 폭탄을 터뜨려 준 김정열에게 슈퍼맨의 이름을 물려주려다 본인을 외계인으로 오해한 김정열의 강펀치로 인해 사망한다. 유언으로 "rnlrnlrnlrnlrnlrnlrnlrnlrnl(귀귀귀귀귀귀귀귀귀)"를 남긴다.
더듬이 요정
임월삼에게 저주를 내린 장본인. 가면놀이 셋트로 변장하여 임월삼 앞에 나타난다. 김성모 만화 럭키짱에 나오는 마사오 가면을 쓰고 임월삼에게 사귀자고 고백했으나 둘 다 동성애자인 탓에 퇴짜를 맞는다. 마사오 가면이 벗겨지자 순정만화 가면이 드러나고 머리도 저절로 금발로 바뀌는데, 이를 본 임월삼은 눈 크고 콧구멍 없는 괴물이라며 분노한다. 순정만화 가면을 쓴 더듬이 요정은 귀귀가 그리는 만화에 등장하는 최초의 미인이다.
빵상 외계인
샴쌍둥이 외계인으로 형은 머리가 크고 동생은 머리가 작다. 2회에 걸쳐 지구를 멸망시키기 위해 폭탄 투하를 시도하나 김정열 때문에 모두 실패했다. 1차 시도 때는 늙은 슈퍼맨이 떠받들고 있다 어머니에게서 도망치던 김정열이 이를 주먹으로 폭발시켰고, 2차 시도 때는 폭탄을 지구에 폭탄을 투하하는 과정에서 서로 자신이 버튼을 누르겠다고 싸우다가 강철권법에 맞고 튕겨나간 김정열과 비행선이 충돌하여 폭파했다. 김정열은 다시 지구로 안착했으나 외계인 샴쌍둥이는 이 과정에서 사망한 것으로 추정된다.
김범생
공부를하던중 김정열이 부순나무에깔려 죽을뻔함
그 후 안경이깨져 엄귀재가타고있던 차에치인다

## 애니메이션 곰보선장
곰보선장은 '야심작 정열맨'의 일부이고 귀귀 화백이 아직 곰보선장을 따로 연재하고 있지 않으므로 여기에 이 문서를 남겨두지만 곰보선장이 연재되면 이 부분은 곰보선장으로 이동됩니다.
곰보선장
김정열이 광적으로 좋아하는 만화 '곰보선장'의 주인공.'곰보'라는 이름답게 매우 못생겼다.어렸을 적에 한쪽 손을 도마뱀에게 심하게 물려 10개여야 하는 손가락이 6개뿐이다.'부레옥잠호'라는 배를 몰고 다니며 털보선장이 이 배를 항시 노린다. 환각 상태의 김정열에게는 허새만이 곰보선장으로 보인다.
오랑이
'곰보선장'에 등장하는,고깔모자를 쓴 오랑우탄.곰보선장의 애완동물인 것으로 보인다.환각 상태의 김정열에게는 육유두가 오랑이로 보인다.
털보선장
'곰보선장'의 악역.부레옥잠호의 선원으로 위장하고 숨어 있다가 곰보선장을 죽이고 배를 탈취할 계획을 세우고 있다. 김정열의 꿈속에서 곰보선장을 살해하여 극한의 분노를 이끌어내는 역할을 수행한다. 환각 상태의 김정열에게는 최우장이 털보선장으로 보인다.
모차렐라
'곰보선장'에 등장하는 부레옥잠호의 선원으로 주방장의 일을 하고 있다.
슈나이저
'곰보선장'에 등장하는 부레옥잠호의 선원으로 전투 관련 일을 하고 있다. 곰보선장 일행들 중 키가 가장 크다.
안단티노
'곰보선장'에 등장하는 부레옥잠호의 선원. 악사(樂士)이다.
아브라함
'곰보선장'에 등장하는 부레옥잠호의 선원으로 조타 담당.

## 럭키짱과 정열맨
럭키짱은 인터넷에서 타칭 김화백이라고 불리는 만화가 김성모의 작품이다. 럭키짱은 연재 당시에는 크게 주목받지는 못했지만, 황당무계한 내용과 작품 중간중간 자주 등장하는 말실수 등등으로 김성모 어록이 만들어질 정도로 인터넷에서 유명세를 탔다.
정열맨 중간중간 럭키짱을 패러디한 부분이 나온다.
1. 럭키깡은 수염컷의 허새만이 좋아하는 만화이며 자신도 럭키깡처럼 강해지길 소망한다.
2. 허새만과 원수현과 싸울때 허새만은 원수현의 공격 패턴이 자진모리 장단인것을 파악한다.
이것은 럭키짱 1부 19권에서 나오는 대사중 "네놈의 공격 패턴! 강약약 강강강약 강중약!" 을 패러디한 것이다.
3. 정열맨 2부 13화에서 허새만이 하상윤의 집으로 찾아가서 하상윤한테 빌려간 책을 돌려준다는 것이 럭키깡 77부 158권이다.
이는 럭키짱을 비롯하여 김성모의 만화가 1000권을 넘어간 것을 패러디한 것이다.

## 패러디
야심작 정열맨이 출간된지 얼마 안되는 시점에 한 팬은 바로 이를 패러디한 야식작 국물맨을 귀귀 화백의 승인을 받아 팬카페 등에 연재했다.

## 같이 보기
- 귀귀
- 열혈초등학교
- 김성모